# Luina
 Luina  Benth., 1873 è un genere di piante angiosperme dicotiledoni della famiglia delle Asteraceae (sottofamiglia Asteroideae).

## Etimologia
L'etimologia del nome del genere deriva dall'anagramma di Inula, nome di un altro genere di Asteraceae.
Il nome scientifico del genere è stato definito dal botanico George Bentham (1800-1884) nella pubblicazione " Hooker's Icones Plantarum; or figures, with brief descriptive characters and remarks of new or rare plants. London" (  Hooker's Icon. Pl. 12: 35 ) del 1873.

## Descrizione

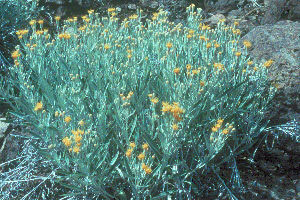
Il portamento
Luina-serpentina

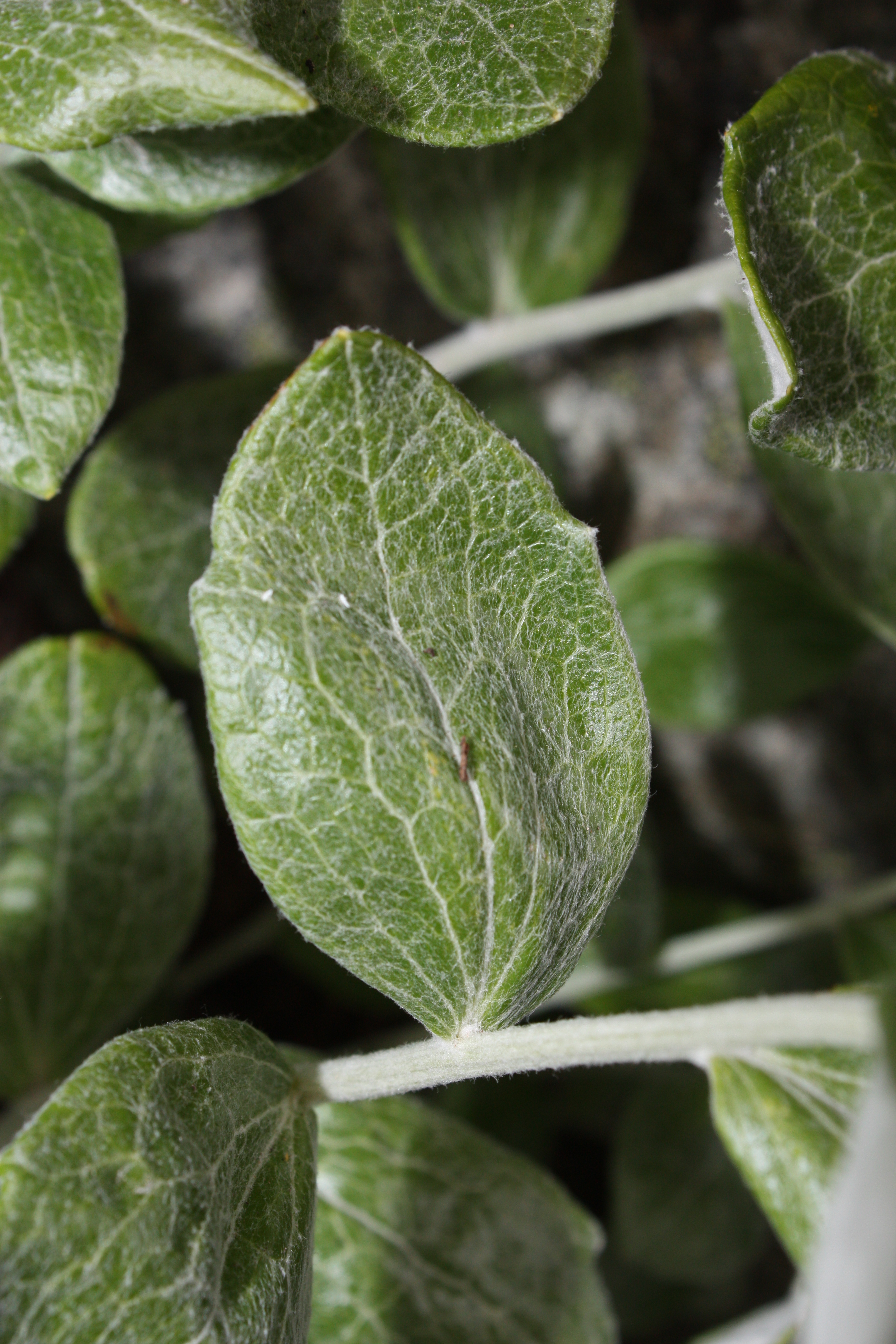
Le foglie
Luina hypoleuca

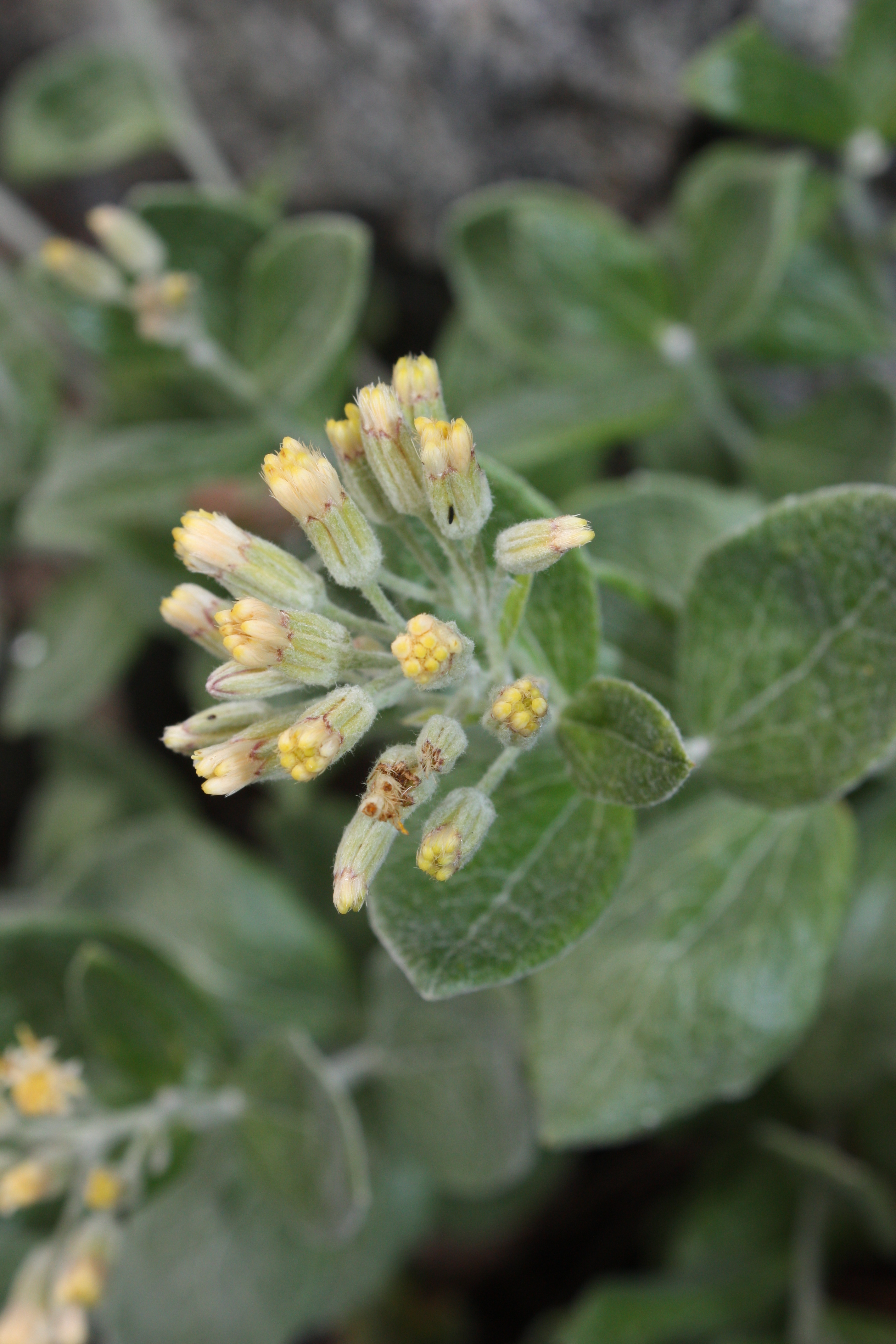
Infiorescenza
Luina hypoleuca

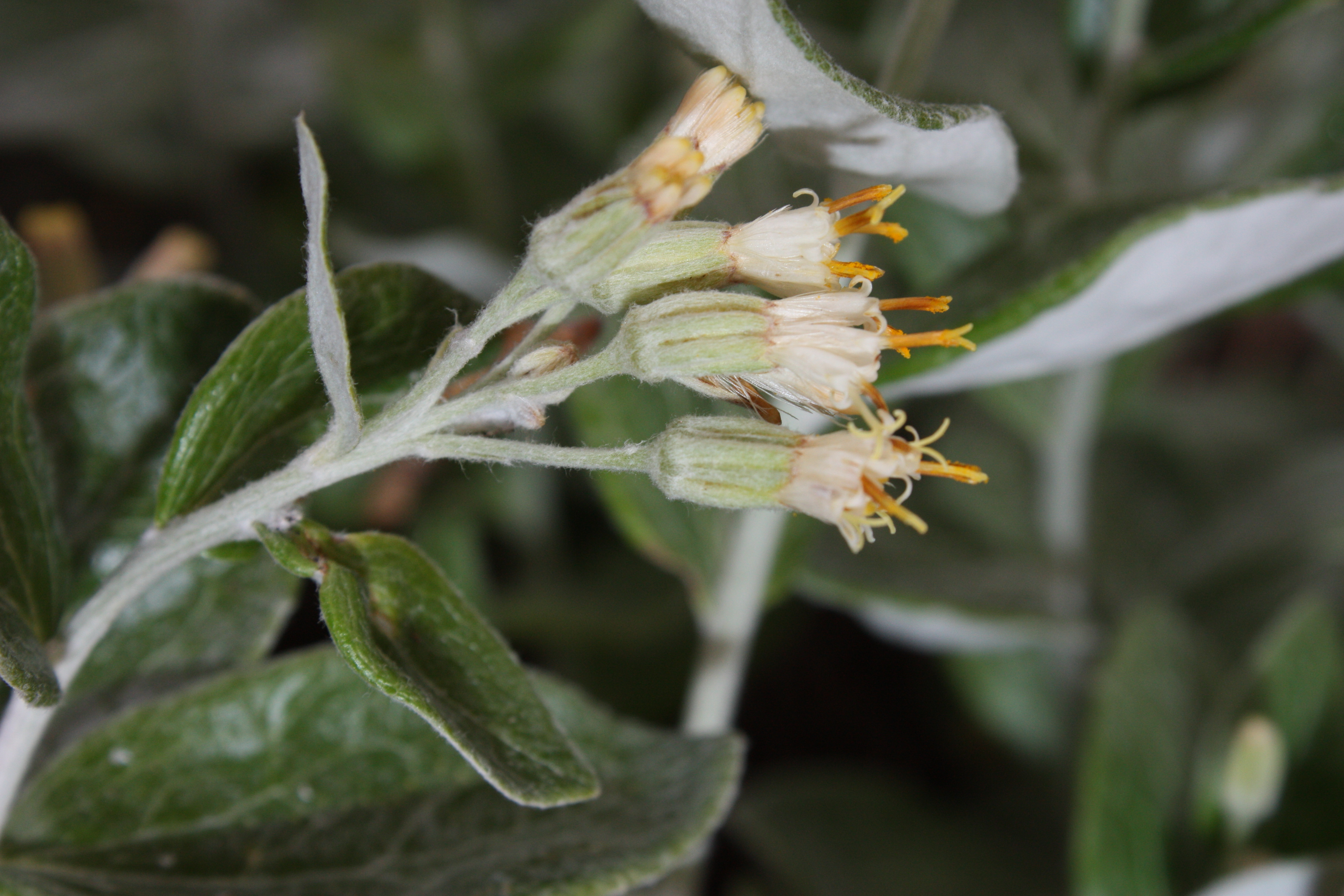
I fiori
Luina hypoleuca

Habitus. Le specie di questo genere hanno un habitus di tipo erbaceo perenne, oppure subarbustivo. Le superfici delle piante possono essere sia tomentose che lanose. Altezza media: 15 – 60 cm
Radici. Le radici sono secondarie da rizoma (i rizomi possono essere striscianti) oppure sono tuberose (pelose, carnose o fibrose).
Fusto. La parte aerea in genere è eretta, ramosa e diffusa. I fusti per pianta sono da 1 a 5.
Foglie. Le foglie sono sia basali che cauline disposte in modo alternato e sono picciolate o sessili (quelle superiori). Il contorno della lamina è intero con varie forme (lanceolata, oblanceolate o ellittico-ovate). I margini sono interi o dentato-seghettati. La superficie è lanosa oppure tomentosa; in alcune specie le venature sono palmate.
Infiorescenza. Le sinflorescenze sono composte da alcuni capolini raccolti in racemi da panicolati a corimbosi. Le infiorescenze vere e proprie sono formate da un capolino brevemente peduncolato di tipo discoide. Alla base dell'involucro (la struttura principale del capolino) non è presente un calice. I capolini sono formati da un involucro, con forme turbinate, composto da 6 - 14 brattee, al cui interno un ricettacolo fa da base ai fiori. Le brattee sono disposte in modo più o meno embricato di solito su una o due serie e possono essere connate alla base. Il ricettacolo, a volte alveolato, è nudo (senza pagliette a protezione della base dei fiori); la forma è convessa o piana. Diametro dell'involucro: 3 – 8 mm.
Fiori.  I fiori (da 11 a 26) sono tetra-ciclici (formati cioè da 4 verticilli: calice – corolla – androceo – gineceo) e pentameri (calice e corolla formati da 5 elementi). Sono inoltre ermafroditi, tubulosi e actinomorfi.
- Formula fiorale:

*/x K {\displaystyle \infty }, [C (5), A (5)], G 2 (infero), achenio
- Calice: i sepali del calice sono ridotti ad una coroncina di squame.
- Corolla: nella parte inferiore i petali della corolla sono saldati insieme e formano un tubo. In particolare le corolle dei fiori del disco centrale (tubulosi) terminano con delle fauci dilatate a raggiera con cinque brevi lobi più o meno patenti. Il colore delle corolle è giallo o crema.
- Androceo: gli stami sono 5 con dei filamenti liberi. La parte basale del collare dei filamenti è strettamente elongata. Le antere invece sono saldate fra di loro e formano un manicotto che circonda lo stilo. Le antere sono brevemente caudate. La struttura delle antere è di tipo tetrasporangiato, raramente sono bisporangiate. Il tessuto endoteciale è radiale o polarizzato. Il polline è tricolporato (tipo "helianthoid").[11]
- Gineceo: lo stilo è biforcato con due stigmi nella parte apicale. La forma degli stigmi varia da subtroncata a ottusa; possono essere ricoperti da minute papille. Le superfici stigmatiche sono discrete (non verso l'apice).  L'ovario è infero uniloculare formato da 2 carpelli.

Frutti. I frutti sono degli acheni con pappo. La forma degli acheni è fusiforme; la superficie è percorsa da 9 - 15 coste/nervature longitudinali e può essere glabra o talvolta pubescente. Non sempre il carpoforo è distinguibile. Il pappo è formato da 80 - 125 setole snelle, bianche o fulve e barbate.

## Biologia
Impollinazione: l'impollinazione avviene tramite insetti (impollinazione entomogama tramite farfalle diurne e notturne).

Riproduzione: la fecondazione avviene fondamentalmente tramite l'impollinazione dei fiori (vedi sopra).

Dispersione: i semi (gli acheni) cadendo a terra sono successivamente dispersi soprattutto da insetti tipo formiche (disseminazione mirmecoria). In questo tipo di piante avviene anche un altro tipo di dispersione: zoocoria. Infatti gli uncini delle brattee dell'involucro (se presenti) si agganciano ai peli degli animali di passaggio disperdendo così anche su lunghe distanze i semi della pianta. Inoltre per merito del pappo il vento può trasportare i semi anche a distanza di alcuni chilometri (disseminazione anemocora).

## Distribuzione e habitat
Le specie di questo genere sono distribuite in Columbia Britannica, California, Oregon e Washington

## Tassonomia
La famiglia di appartenenza di questa voce (Asteraceae o Compositae, nomen conservandum) probabilmente originaria del Sud America, è la più numerosa del mondo vegetale, comprende oltre 23.000 specie distribuite su 1.535 generi, oppure 22.750 specie e 1.530 generi secondo altre fonti (una delle checklist più aggiornata elenca fino a 1.679 generi). La famiglia attualmente (2021) è divisa in 16 sottofamiglie; la sottofamiglia Asteroideae è una di queste e rappresenta l'evoluzione più recente di tutta la famiglia.

### Filogenesi
Il genere di questa voce appartiene alla sottotribù Tussilagininae della tribù Senecioneae (una delle 21 tribù della sottofamiglia Asteroideae). La sottotribù descritta in tempi moderni da Bremer (1994), dopo le analisi di tipo filogenetico sul DNA del plastidio (Pelser et al., 2007) è risultata parafiletica con le sottotribù Othonninae e Brachyglottidinae annidiate al suo interno. Attualmente con questa nuova circoscrizione la sottotribù Tussilagininae s.s. risulta suddivisa in quattro subcladi.
Il genere di questa voce appartiene al subclade la cui distribuzione è principalmente nel Nuovo Mondo ed è composto dai seguenti generi Cacaliopsis, Lepidospartum, Luina, Rainiera e Tetradymia. Questi cinque generi nordamericani formano un "gruppo fratello" ai tre generi del gruppo informale Blennospermatinae.
l cladogramma seguente, tratto dallo studio citato e semplificato, mostra una possibile configurazione filogenetica del gruppo.
|  | Lepidospartum |
|  |               |
|  | Tetradymia    |
|  |               |

|  | Luina                                                              |
|  |                                                                    |
|  | \| \| Rainiera \| \| \| \| \| \| Cacaliopsis nardosmia \| \| \| \| |
|  |                                                                    |
|  | Rainiera                                                           |
|  |                                                                    |
|  | Cacaliopsis nardosmia                                              |
|  |                                                                    |

|  | Rainiera              |
|  |                       |
|  | Cacaliopsis nardosmia |
|  |                       |

|  | Lepidospartum |
|  |               |
|  | Tetradymia    |
|  |               |

|  | Luina                                                              |
|  |                                                                    |
|  | \| \| Rainiera \| \| \| \| \| \| Cacaliopsis nardosmia \| \| \| \| |
|  |                                                                    |
|  | Rainiera                                                           |
|  |                                                                    |
|  | Cacaliopsis nardosmia                                              |
|  |                                                                    |

|  | Rainiera              |
|  |                       |
|  | Cacaliopsis nardosmia |
|  |                       |

I caratteri distintivi del genere  Luina sono:
- le foglie cauline sono lunghe 4 - 12 cm;
- la superficie inferiore delle foglie è bianco-tomentosa;
- i capolini sono raccolti in brevi sinflorescenze.

Il numero cromosomico delle specie di questo genere è: 2n = 60 .

### Elenco delle specie
Questo genere ha 2 specie:
- Luina hypoleuca Benth.
- Luina serpentina  Cronquist